# Raná nová horní němčina
Raná nová horní němčina (německy Frühneuhochdeutsch, fnhd.) označuje historickou fázi němčiny, tedy jakýsi mezistupeň během kterého probíhaly změny vedoucí od střední horní němčiny k současné němčině (nové horní němčině). Časově se vymezuje lety 1350–1650. Na jazyk působil Martin Luther a jeho Bible patří k nejzajímavějším úkazům rané nové horní němčiny.
Mezi charakteristické změny probíhající v jazyce na přelomu středověku a novověku patřila novohornoněmecká diftongizace, novohornoněmecká monoftongizace a změna diftongu zapisovaného ei ve výslovnost /aj/. Vyskytuje se také umb- na místě dnešního um- nebo un- (např. umb místo um, umbsonst místo unsonst, umbgelt místo ungelt apod.).

## Periodizace
Vývojovou fázi rané nové horní němčiny zavedl Wilhelm Scherer v době, když byla již od Grimma němčina dělena na starou, střední a novou horní němčinu, proto název v sobě obsahuje jistou přechodnost, byť zde nepanuje zcela shoda a někteří jazykovědci často přiznávají této fázi stejnou svébytnost jako zbylým třem fázím.
Fáze zahrnující období 1350-1650 se může ještě vnitřně dělit na tři části:
- 1350-1450 – představuje období převládajících rukopisů a listin
- 1450-1550 – je ve znamení jazyka tiskařů a působení Martina Luthera
- 1550-1650 – doba vstřebávání Lutherova působení, nově se objevující činnost gramatiků a jazykových společností. Do této doby spadá činnost vynikajících spisovatelů jako byl Martin Opitz, Angelus Silesius, nebo Grimmelshausen.